# Deuxième tunnel routier du Lioran
Pour les articles homonymes, voir Tunnels du Lioran.
Le deuxième tunnel du Lioran est un tunnel routier français, situé dans les monts du Cantal, en Auvergne, dans le Massif central, permettant de relier l'est et l'ouest du département. Il a remplacé en 2007 le premier tunnel routier du Lioran.

## Histoire

### Raisons de sa construction
Dès le début des années 1990, les pouvoirs publics cantaliens, toutes tendances politiques confondues ont émis des appels pour une modernisation de l'ancien tunnel du Lioran, jugé très dangereux. En effet, dans sa configuration actuelle, la chaussée est très étroite et ne permet pas à deux camions de se croiser : leur circulation se fait donc en alternance. En cas de problème, l’évacuation paraît extrêmement difficile.

### Les projets
Des hypothèses sont alors lancées afin de répondre à ce problème :
- la première est un réalésage, c’est-à-dire un agrandissement du tunnel existant, solution cependant abandonnée à cause des coûts élevés qu’elle entraîne, des problèmes géotechniques posés par la piètre qualité des roches et de la nécessaire fermeture de l’axe routier pendant les 2 ans que dureraient les travaux ;
- la seconde idée est le percement d’un second tunnel unidirectionnel dans lequel les véhicules passeraient dans un sens, le tunnel actuel étant aménagé pour accueillir l’autre sens de circulation mais le coût du projet fait abandonner l'idée ;
- la troisième idée émise est celle d’un tunnel long de 5 à 6 km, reliant Saint-Jacques-des-Blats à Laveissière, mais le coût prohibitif d’un tel ouvrage (225 millions d’euros) écarte également cette idée ;
- la quatrième propose, tout comme la troisième, la construction d’un nouveau tunnel bidirectionnel avec abandon de l’existant mais avec un tracé plus court de 1515 m parallèle à l'ancien tunnel.

En 1999, après l’incendie meurtrier du tunnel du Mont-Blanc, une expertise est menée sur 39 tunnels routiers français. Le rapport juge le tunnel « ancien, étroit et inadapté à son trafic actuel » et préconise sa reconstruction totale. La décision est d’opter pour le quatrième projet et de conserver l’ancien tunnel comme galerie de secours pour le nouveau tunnel en reliant les deux ouvrages par 4 galeries. 
De nombreuses années ont été nécessaires pour obtenir le financement de l'ouvrage, avec notamment une manifestation importante le 29 mai 2000, au cours de laquelle le conseil général du Cantal est venu siéger au tunnel afin de marquer sa détermination en faveur du projet.

### Construction

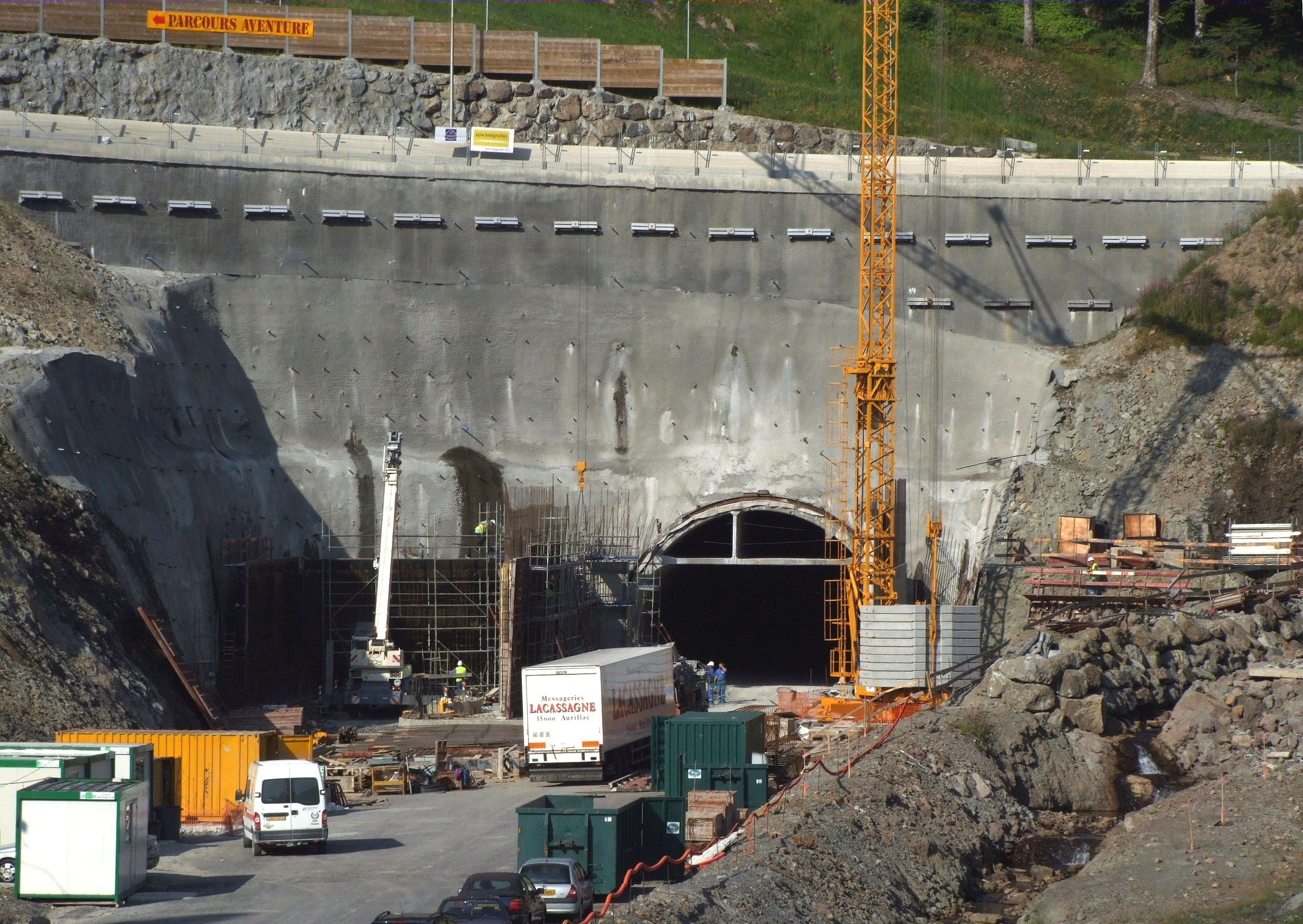
Le tunnel en construction

Finalement, les travaux sont entrepris dès 2004 et le coût du projet de 78 millions d’euros est pris en charge à 56 % par l'État, 24 % par l'Europe, 15 % par le conseil régional et 5 % par le département.  
La construction du nouveau tube a nécessité le déplacement de la route départementale 67 qui monte à la station de Super Lioran, la destruction de l’auberge construite en 1859 à l’entrée de l’ancien tunnel, d'une maison du XIXe siècle, de la chapelle Notre-Dame de la Paix et le déplacement du lit de la rivière Alagnon. Le chantier emploie à son plus haut 170 personnes. Le nouveau tunnel a des dimensions bien plus généreuses que son aîné : 1 515 mètres de long, 9 mètres de large, 4,55 mètres de haut. Le nouveau tube est creusé à l’explosif, et non avec un tunnelier, ce qui a nécessité des fermetures régulières de la route par mesure de sécurité. Sa construction nécessite l’utilisation de 300 m3 d’explosifs et l'évacuation de 150 000 à 200 000 m3 de déblais rocheux, le coulage de 30 000 m3 de béton. Le premier tir a été déclenché par Claudie Haigneré, alors ministre déléguée aux affaires européennes.    
La circulation a été provisoirement autorisée à compter du 13 novembre 2007 en raison de conditions météorologiques dégradées.
Le tunnel a été déclaré définitivement ouvert le 16 novembre et inauguré en présence de Dominique Bussereau, alors Secrétaire d’État chargé des Transports, de Brice Hortefeux et des élus locaux le 23 novembre 2007.

## Sécurité
Le nouveau tunnel est bien doté en équipements de sécurité : tous les 200 mètres, des niches de sécurité sont disposées avec vitres de sécurité, extincteurs et poste d’appel. Des trappes de désenfumage sont disposées tous les 100 mètres. Un système de caméras vidéos à détection automatique des incidents fonctionne 24 h / 24 en liaison avec le centre d’exploitation de Saint-Flour. 
Quatre galeries reliées à l’ancien tunnel, parallèle, permettent une évacuation d’urgence des automobilistes en cas de besoin.
Un centre de secours dédié a été installé à proximité immédiate du souterrain avec 9 sapeurs-pompiers, mais n'ayant réalisé aucune intervention à l'intérieur de l'ouvrage pendant les 7 premières années, il a été fermé en 2014,.

## Fréquentation
Le tunnel connait aujourd'hui une fréquentation d'environ 5.000 véhicules par jour.